# Ann Sheridan
Clara Lou (Ann) Sheridan (Denton, 21 februari 1915 – Los Angeles, 21 januari 1967) was een Amerikaans actrice.

## Biografie
Sheridan werd als Clara Lou geboren in Denton. Ze was een student op de universiteit toen haar zus een foto van haar stuurde naar Paramount Studios. Sheridan mocht deelnemen aan een missverkiezing, won en kreeg als prijs een kleine rol in een film van de studio in 1934. Sheridan verliet haar universiteit onmiddellijk om een carrière in Hollywood te beginnen.
Paramount steunde Sheridan echter niet, waarna ze de studio verliet om een contract te krijgen bij Warner Bros. Studios in 1936. Sheridan veranderde haar voornaam naar Ann. Sheridan leek hier meer succes te hebben. Ze kreeg grote filmrollen en groeide uit tot een roodharige sekssymbool. Met de bijnaam "The Oomph Girl" werd Sheridan een bekende pin-up girl aan het begin van de jaren '40.
Sheridan kreeg veel positieve kritieken met bijrollen in films als Angels with Dirty Faces (1938) en Dodge City (1939) en hoofdrollen in They Drive by Night (1940), The Man Who Came to Dinner (1942) en Kings Row (1942). Omdat ze ook geliefd was om haar stem, verscheen ze daarnaast ook in musicals, waaronder Thank Your Lucky Stars (1943) en Shine On, Harvest Moon (1944). Later in de jaren 40 kreeg Sheridan ook nog lof voor haar acteerprestaties in de films Nora Prentiss (1947) en The Unfaithful (1947).
Hierna begon haar carrière er op achteruit te gaan. Na nog een succesvolle rol in I Was a Male War Bride (1949), lukte het Sheridan in de jaren '50 bijna niet meer om nog rollen te vinden. Sheridan eindigde haar filmcarrière. Ze brak in de jaren '60 echter nog wel door in de televisieindustrie met een rol in de soapserie Another World. Hierna kreeg ze een rol in Pistols 'n' Petticoats.
Tijdens het filmen van het eerste seizoen werd Sheridan echter ziek en stierf aan slokdarm- en leverkanker in het ziekenhuis.

## Filmografie
- Bibsys: 6020398
- Biblioteca Nacional de España: XX1547451
- Bibliothèque nationale de France: cb138997347 (data)
- Gemeinsame Normdatei: 120015684
- International Standard Name Identifier: 0000 0000 5935 9027
- Library of Congress Control Number: n85199186
- National Archives and Records Administration: 10568862
- Nationale Bibliotheek van Tsjechië: xx0180509
- Nationale Bibliotheek van Israël: 987007441613005171
- SNAC: w61c5bqc
- Système universitaire de documentation: 083585125
- Virtual International Authority File: 29719378
- WorldCat: E39PBJrC8jJPY7cDkptvXKHwG3